# Sipos András (színművész)
Sipos András (Budapest, 1954. március 14. – Budapest, 2007. szeptember 14.) magyar színész, zenész.

## Életpályája
Gyermekkorában harmonikán, később dobfelszerelésen tanult. A hetvenes években fordult figyelme a kézi ütőhangszerek felé. Hamarosan autentikus játékával a legjobb magyar dzsembéssé nőtte ki magát. Tanítómestere Babatünde Olatunji volt.
1981-ben végzett a Színház- és Filmművészeti Főiskolán, majd 18 évig a Vígszínház tagja volt.  Bubik Istvánnal és Ruzicska Tamással alapították a Macumba ütőegyüttest, amely hagyományos afrikai, afro-amerikai dobzenét játszott. Játszott az LGT, az Illés és a Neoton együttesekkel is. A Színészzenekar egyik alapító tagja volt. 1994-ben csatlakozott Égerházi Attila Novus Jam zenekarához. Két lemez megjelentetése után 1996-ban megalapították a Djabe zenekart, mellyel számos hazai és külföldi díjat és jelölést kaptak. 1998-tól kizárólag a zenélésnek élt. Haláláig összesen 20 országban lépett fel a zenekarral, melynek sikereiben meghatározó szerepe volt.

## Fontosabb színpadi szerepei
- Rolland: Kedd július 14. ... Danton (Egyetemi Színpad)
- Peter Shaffer: Amadeus... Venticello
- Friedrich Dürrenmatt: Az öreg hölgy látogatása... festő
- Eugene O’Neill: Amerikai Elektra... Peter Niles
- Choderlos de Laclos – Christopher Hampton: Veszedelmes viszonyok... Azolan
- Csurka István: Vizsgák és fegyelmik... gondnok
- Mario Vargas Llosa: Pantaleon és a hölgyvendégek... Juan Rivera őrvezető
- Henrik Ibsen – Arthur Miller: A nép ellensége... Aslaksen
- Presser Gábor – Horváth Péter – Sztevanovity Dusán: A padlás... Robinson, a gép; Témüller, önkéntes
- Bertolt Brecht – Kurt Weill: Koldusopera... Robi
- Kárpáti Péter: Az út végén folyó... Misi
- Pozsgai Zsolt: A kölyök... Ted
- Lengyel Menyhért: Az árny... igazgató
- Ruzante: A csapodár madárka... Ruzante
- Ivan Szergejevics Turgenyev: Egy hónap falun... Matvej
- Arthur Miller: Közjáték Vichyben... cigány
- Zerkovitz Béla: Csókos asszony... Kubanek
- Carlo Goldoni: A legyező... Coronato
- Molière: Dandin György... Lubin
- Békés Pál: Pincejáték... Székely
- Össztánc... szereplő
- Eisemann Mihály: Fekete Péter... Sapire
- Jaroslav Hašek – Spiró György: Švejk... rendőrparancsnok
- Rudyard Kipling – Dés László – Geszti Péter – Békés Pál:  A dzsungel könyve... Csil
- Woody Allen: Játszd újra Sam!... Dick Christie

## Filmszerepek
- Üvegtigris 2. (2005)
- El Nino – A kisded (1999)
- Kisváros (1999)
- Kutyakomédiák (1992)
- A csalás gyönyöre (1992)
- Melodráma (1991)
- Magyar rekviem (1990)
- A férfi, aki virágot hord a szájában (1989)
- Titánia, Titánia, avagy a dublőrök éjszakája (1988)
- Cha-Cha-Cha (1982)
- Víkendszerelem (1981)

## Külső hivatkozások
- http://vigszinhaz.hu/tarsulat/155+sipos+andrás
- https://web.archive.org/web/20150210032029/http://www.quart.hu/quart/archiv/cikk.html?id=1698
- https://web.archive.org/web/20150210022830/http://fidelio.hu/jazz_world_folk/hirek/elhunyt_sipos_andras
- https://web.archive.org/web/20150210022644/http://www.karmelitarend.hu/hirek/fajdalommal-adunk-hirt-sipos-andras-halalarol-es-temeteserol
- https://web.archive.org/web/20150210030613/http://djabe.hu/cikkek/siposandras.html
- https://web.archive.org/web/20150210024211/http://djabe.hu/hirek2007.html